# Castillo de Fa'side

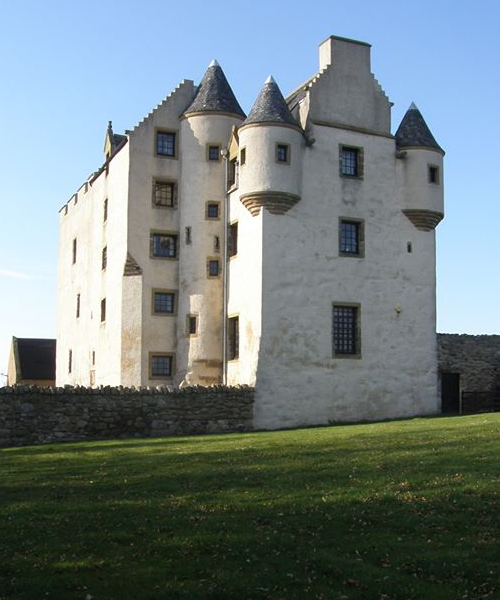
El castillo de Fa'side

El castillo de Fa'side (también escrito Falside o Fawside) es un castillo del siglo XV-XVI, en Lothian, Escocia.
Construido como simple torre, de cuatro plantas, en el siglo XV, tras los daños sufridos durante la batalla de Pinkie (1547), la última batalla campal entre los ejércitos de Escocia y Inglaterra,[cita requerida] fue reconstruido en el siglo XVI con planta en forma de L.